# Lorton (Virgínia)
Lorton és una concentració de població designada pel cens dels Estats Units a l'estat de Virgínia. Segons el cens del July 2007 tenia 18.319 habitants.

## Demografia
Segons el cens del 2000, Lorton tenia 17.786 habitants, 5.663 habitatges, i 3.884 famílies. La densitat de població era de 554,7 habitants per km².
Dels 5.663 habitatges en un 42,5% hi vivien nens de menys de 18 anys, en un 49,5% hi vivien parelles casades, en un 15,2% dones solteres, i en un 31,4% no eren unitats familiars. En el 23,3% dels habitatges hi vivien persones soles l'1,4% de les quals corresponia a persones de 65 anys o més que vivien soles. El nombre mitjà de persones vivint en cada habitatge era de 2,68 i el nombre mitjà de persones que vivien en cada família era de 3,21.
Per edats la població es repartia de la següent manera: un 25,2% tenia menys de 18 anys, un 8,4% entre 18 i 24, un 45,2% entre 25 i 44, un 18,6% de 45 a 60 i un 2,6% 65 anys o més.
L'edat mediana era de 33 anys. Per cada 100 dones de 18 o més anys hi havia 133,6 homes.
La renda mediana per habitatge era de 60.150$ i la renda mediana per família de 63.821$. Els homes tenien una renda mediana de 43.586$ mentre que les dones 36.694$. La renda per capita de la població era de 25.146$. Entorn del 5% de les famílies i el 6,6% de la població estaven per davall del llindar de pobresa.

## Poblacions més properes
El següent diagrama mostra les poblacions més properes.